# Вонон II
Вонон II — царь Парфии, правил в 51 году. Из династии Аршакидов.
Этот царь упоминается только у Тацита, который утверждает, что Вонон до вступления на престол был правителем Мидии, но не уточняет в каких родственных связях он находился к Аршакидам.

«Вскоре после этого Готарз заболел и умер, и на парфянский престол был призван Вонон, правивший мидянами. На его долю не выпало ни особой удачи, ни особых бедствий — ничего достойного упоминания; царствование его было кратковременным и бесславным, и после него Парфянское государство перешло к сыну его Вологезу».
Иосиф Флавий вообще не упоминает Вонона; по его словам, Готарзу II непосредственно наследовал Вологез I, которого иудейский историк называет братом Готарза. Однако не стоит не доверять Тациту на основе краткого сообщения Иосифа Флавия, который, возможно, намеренно пропустил имя Вонона, посчитав его неважным.
Процарствовав несколько месяцев, Вонон II, видимо, скончался. Все монеты, приписываемые Вонону II, были чеканены в Экбатанах, видимо, в бытность того царём Мидии.